# Alpeiner Scharte
Die Alpeiner Scharte ist eine Scharte in den Zillertaler Alpen, im österreichischen Bundesland Tirol, östlich oberhalb des Valser Tals. Sie liegt auf einer Höhe von 2959 Metern zwischen den Gipfeln von Fußstein und Schrammacher. 
Auf der Westseite unterhalb der Alpeiner Scharte befindet sich eine bereits 1774 vom Tiroler Kartografen Peter Anich beschriebene Molybdänlagerstätte. 

## Molybdänbergwerk

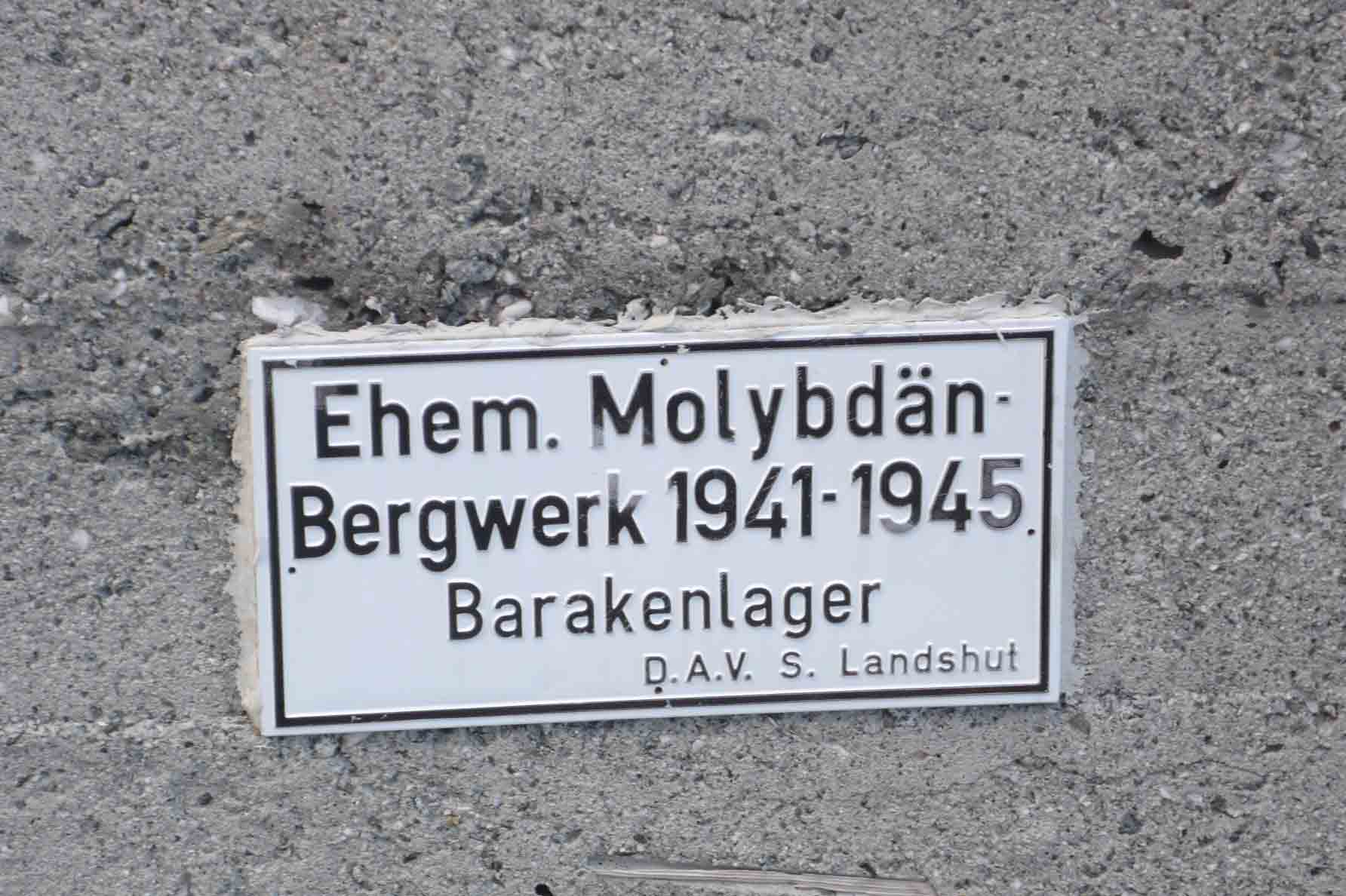
Hinweistafel am ehemaligen Barackenlager des Molybdänbergbaues auf der Alpeiner Scharte

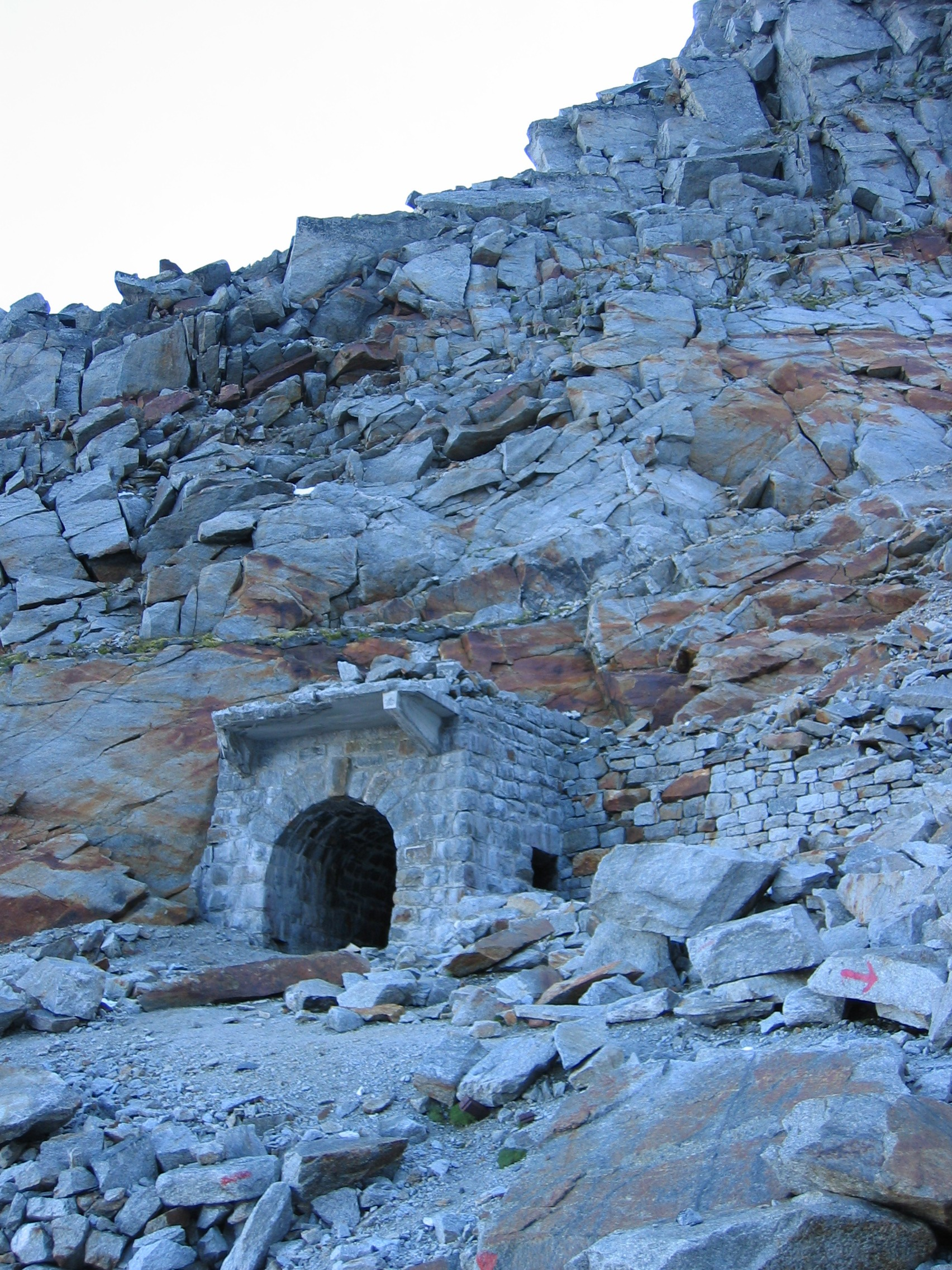
Stollenmundloch des Bergwerks

Durch die Verwendung zur Veredelung von Stahl hatte Molybdän eine große strategische Bedeutung. Mit Beginn des Zweiten Weltkriegs wurde die deutsche Rüstungsindustrie durch das Embargo der Alliierten von Importen dieses Metalls nahezu abgeschnitten. Daraufhin begann im Jahr 1941 die  Treibacher Chemische Werke AG mit Sitz in Treibach in Kärnten mit der Erkundung der bei 2850 m NN liegenden Lagerstätte. Zur Erschließung dieser Lagerstätte wurde am 17. Januar 1942 die Tiroler Erzbergbaugesellschaft m.b.H. mit Sitz in St. Jodok am Brenner von der Treibacher Chemischen Werke AG gegründet. Sie ist hundertprozentiger Eigentümer der Bergwerksgesellschaft.
Im Jahr 1943 schloss die Sachsenerz Bergwerksgesellschaft mbH mit Sitz in Freiberg mit der Treibacher Chemische Werke AG einen Beratervertrag zur Untersuchung und Abbau der Molybdänlagerstätte an der Alpeiner Scharte ab. Dieser Vertrag wurde am 2. Mai 1943 in Freiberg von Hans Junker (Bergdirektor der Sachsenerz Bergwerksgesellschaft m.b.H.) und am 17. Mai 1943 in Treibach von Fritz Gamillscheg (Generaldirektor der Treibacher Chemischen Werke AG) unterzeichnet und trat mit der Genehmigung durch den Reichswirtschaftsminister am 2. Juni 1943 in Kraft.
Um sich die Verarbeitung eines Teils des gewonnenen Molybdäns zu sichern, wurde am 18. August 1943 in Innsbruck ein weiterer Vertrag zwischen den beiden Firmen unterzeichnet. Er beinhaltet die Übernahme von 10 Prozent der 100.000 RM betragenden Stammeinlage der Tiroler Erzbergwerksgesellschaft m.b.H. durch die Sachsenerz Bergwerks m.b.H. Die gewonnenen Erzkonzentrate werden nach dem Verhältnis der Beteiligung geliefert. Ein Vertreter der Sachsenerz Bergwerksgesellschaft m.b.H. wird in den Aufsichtsrat der Tiroler Bergwerksgesellschaft m.b.H. gewählt. Weiterhin hält man sich die Option auf die Übernahme weiterer 40 Prozent der Stammeinlage offen. Die Tiroler Bergwerksgesellschaft m.b.H. tritt dem Vertrag vom 2./17. Mai 1943 bei.
In einem am 8. Januar 1945 in Innsbruck unterzeichneten Vertrag übernimmt die jetzt Sachsenerz Bergwerks AG weitere 40.000 RM des Grundkapitals der Tiroler Bergwerksgesellschaft m.b.H. Die Unterzeichnenden sind wiederum Hans Junker und Fritz Gamillscheg.
Zur Erschließung der Lagerstätte waren Straßenerweiterungen, eine 4980 Meter lange Materialseilbahn, eine Aufbereitungsanlage (im Tal), ein Wasserkraftwerk und Stromleitungen, der Stollen selbst, sowie ein erstes Arbeiter-Lager an der Geraer Hütte (noch vorhandenes Nebengebäude), und später am Stollenmundloch drei Arbeiterbaracken erforderlich. 
Nach den Untersuchungen von Thomas Brandt und Wolfgang Meixner wurden neben einheimischen Arbeitern auch Zwangsarbeiter aus Osteuropa sowie zu einem kleineren Teil in Italien angeworbene Personen eingesetzt.
Bei einem Lawinenunglück am 11. November 1944 kamen 22 Arbeiter und Angestellte ums Leben. Zu diesem Zeitpunkt wohnten 143 Arbeiter und Angestellte (davon 73 Ostarbeiter) in den Baracken. 75 Arbeiter/Angestellte waren bei der Bergwerksgesellschaft beschäftigt (davon 20 Ostarbeiter) und 68 Arbeiter/Angestellte (davon 53 Ostarbeiter) bei einer Innsbrucker Baufirma.
Der Ausbau des Bergwerks lief auch nach diesem Unglück weiter. Noch im Februar 1945 wurde ein Italiener, der Tischler Luigi Zanella, aus dem Konzentrationslager Auschwitz dem Projekt als Arbeitssklave zugeteilt. Über die Schicksale der Zwangsarbeiter, die seinerzeit die Förderstätte in den Fels schlugen, ist bis heute fast nichts bekannt, obwohl sie zum Teil vor Ort polizeilich gemeldet waren. Das abgebaute Erz sollte mittels einer Seilbahn durch das gesamte Tal hinunter bis zur Aufbereitungsanlage in der Nähe der Nockeralm transportiert werden. Am 3. Mai, nach der Besetzung Innsbrucks durch die Alliierten, wurde der Betrieb auf der Alpeiner Scharte schließlich eingestellt.
Trotz all dieser gewaltigen Anstrengungen konnte niemals auch nur die geringste Menge an Molybdän gewonnen werden.
Wegen Absturzgefahr wurden die Ruinen der Aufbereitung 1989 vom österreichischen Bundesheer gesprengt. Etwa 600 Höhenmeter unter der Scharte werden auf der Valser Seite in der Geraer Hütte Informationen zur Geschichte des Bergwerks bereitgehalten.

## Karte und Literatur
- Alpenvereinskarte 1:25.000, Blatt 35/1, Zillertaler Alpen West
- Thomas Brandt: Das Molybdän Bergwerk auf der Alpeiner Scharte, Diplomarbeit, Innsbruck 2011.

## Sonstiges
Trotz der Namensverwandtschaft ist die Scharte nicht in der Nähe des Alpeiner Ferner (Stubaier Alpen) im Oberbergtal.